# Facultad de Ciencias Médicas de la Universidad Nacional de La Plata
La Facultad de Ciencias Médicas nació en el año 1897 con el nombre de Escuela Preparatoria de Medicina, como parte de un proyecto que había comenzado a gestarse siete años antes. En esa época contaba con tres escuelas: Obstetricia, Medicina y Odontología.
En el año 1934 consiguió el estatus de Facultad de Ciencias Médicas, más de dos décadas posteriores de la creación de la Universidad Nacional de La Plata. Es considerada una de las mejores facultades de Medicina en el país e internacionalmente.

## Historia
La idea de la Escuela de Medicina fue proyectada por el entonces senador Rafael Hernández en 1880, obra que se concretará siete años más adelante.
Sobre la base de la Escuela de Medicina es que se creará la Universidad Nacional de La Plata en 1906. En abril de 1908 se crea el proyecto de la Escuela Preparatoria de Medicina y es aprobado en dos ocasiones: el 27 de abril de 1918 por el Concejo Superior de la universidad y el 30 de abril de 1919 por Decreto del Poder Ejecutivo nacional sosteniendo que los alumnos deberían abonar un arancel.
El 23 de marzo de 1934 durante la cuarta sesión extraordinaria del Concejo Académico se autoriza la conversión de la Escuela de Ciencias Médicas en Facultad.
El Hospital Universitario Integrado surge en 1996 por iniciativa del decano José Carlos Fassi, para comenzar realizaron convenios con instituciones privadas para que pudiesen cursar los alumnos de grado, posteriormente se extendería a postgrado. Actualmente cuenta con un Centro de Educación a Distancia y Telemedicina por el cual se dictan conferencias y un Laboratorio de Habilidades y Destrezas con maniquíes y equipamiento hospitalario para la formación de los alumnos.

## Carreras
- Medicina
- Licenciatura en Obstetricia
- Enfermería Universitaria
- Licenciatura en Nutrición
- Tecnicatura en prácticas cardiológicas

Que se suman a la oferta de maestrías, especializaciones y doctorados.

## Biblioteca
Creada en 1924, la Biblioteca "Islas Malvinas" brinda sus servicios a toda la comunidad universitaria y a cualquier otro miembro de la sociedad que muestre interés en el uso del fondo bibliográfico para el desarrollo de investigaciones o por motivaciones de tipo cultural.
Su misión es apoyar las actividades de docencia, estudio, investigación y gestión de la Facultad.
La temática del fondo bibliográfico comprende materias relacionadas con la Medicina y Ciencias de la Salud en general.
Ubicada en el edificio correspondiente al Área Tecnológica-Educativa, sus dependencias se encuentran distribuidas en dos plantas. Planta Baja: Circulación: Préstamos y Referencia; Hemeroteca; Procesos Técnicos; Dirección y Depósitos. 1º Piso: Sala de Computación; Sala de Lectura Silenciosa; Sala de Lectura Parlante y Sala para Trabajo Grupal

## Investigación
Actualmente la Facultad de Ciencias Médicas posee tres laboratorios de investigación, uno dedicado a la cirugía mininvasiva, el segundo a las investigaciones morfológicas aplicadas y el tercero al trasplante de órganos. Además posee un instituto y cinco centros: el Instituto de Investigaciones Bioquímicas de la Plata "Prof. Dr. Rodolfo R. Brenner" (INIBIOLP), el Centro de Endocrinología Experimental y Aplicada (CENEXA), el Centro de Investigaciones Cardiovasculares "Dr. Horacio E. Cingolani" (CIC),  el Centro de Investigaciones Inmunológicas Básicas y Aplicadas (CINIBA), el Centro Universitario de Estudios Microbiológicos y Parasitológicos (CUDEMyP), y el Centro Universitario de Farmacología (CUFAR) que colabora con la Organización Mundial de la Salud.

## Críticas

### Ingreso
La Facultad de Ciencias Médicas fue reconocida por tener unos exámenes de ingreso al que anualmente reprobaban una gran cantidad de aspirantes. El ingreso a Medicina tenía un filtro que lograban pasar entre el 40 y el 45% de los estudiantes que se anotaban en las carreras.
En el mes de diciembre de 2010 de los 1692 aspirantes que comenzaron sus cursos en abril para ingresar en la Facultad, la mitad de ellos quedó libre por inasistencias y sólo 306 accedieron a la evaluación final, de éstos solamente 292 aprobaron los exámenes con una nota mayor a los 40 puntos, o sea, un 83% fueron desaprobados.
En marzo de 2011, luego de que algunos estudiantes se quejaran por los resultados de los exámenes de admisión del año 2009, la Facultad dispuso un examen especial para ellos: de 328 aspirantes sólo 137 aprobaron y 19 no se presentaron. Para aprobar debían conseguir como mínimo 40 puntos.
En agosto de 2012 se dieron a conocer públicamente que el 39% de los aspirantes a ingresar como alumnos habían reprobado la materia "Historia de la Medicina" en la primera instancia de evaluación, quiénes lograron sortear las primeras evaluaciones deberán enfrentar una segunda instancia a finales de año. En cuanto al número de aprobados en "Química" fue el 44% y en "Pensamiento Crítico y Comprensión de Textos" el 46%, "Biología" fue la materia más aprobada con el 64%. De estas evaluaciones participaron un máximo de 1300 aspirantes.
En el 2016 se aprobó el ingreso no eliminatorio a medicina, pudiendo así cualquier persona ingresar a la facultad.

### Conflicto por la PFO
El 2 de junio de 2010 los estudiantes tomaron la Facultad como protesta a la nueva modificación realizada por el Ministerio de Educación de la Nación en el año 2007 bajo la resolución 1.314. La Resolución 561/10 del Decanato, respaldada por la 1.314 y la CONEAU expresa que los alumnos podrán realizar la Práctica Final Obligatoria siempre y cuando no adeuden materias. Esta situación provocó desagrado, ya que según los estudiantes retrasaría en un año su graduación como profesionales. Para el 9 de junio de ese mismo año hacía una semana que se mantenía la toma en la casa de estudios, finalmente el 19 de junio se levantó la toma por medio de un acta del Rector de la universidad, Fernando Tauber, suspendiendo el decreto y prometiendo gestionar ante el Ministerio de Educación una mayor flexibilidad en la implementación de esta exigencia.
Los planteos también se han realizado mediante "carta de lectores" en los diarios más prestigiosos por parte de los alumnos, dichos planteos se refieren al estado pésimo de los edificios, a la toma de recuperatorios, a que los recursantes tienen prohibido cursar y deben rendir en calidad de "libres".

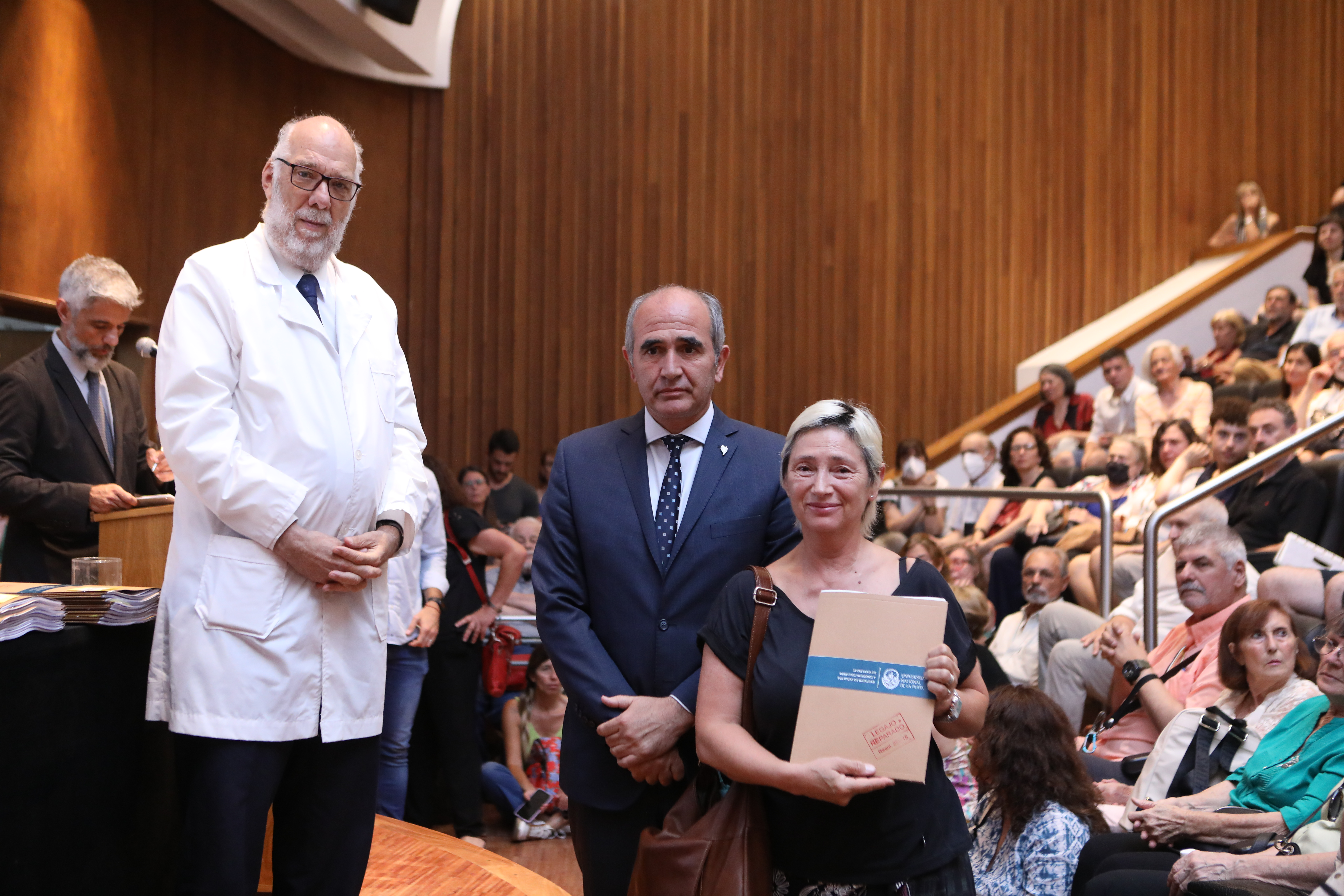
Acto de entrega de legajos reparados en la Facultad de Ciencias Médicas de la UNLP.

En junio de 2014 la Justicia Federal falló a favor de la posición del reclamo de los estudiantes, dejando sin chances de apelar a la Facultad. En este fallo se dispone que no son de aplicación las resoluciones cuestionadas.

## Reparación de legajos
El 5 de diciembre de 2022 se realizó un acto de entrega de legajos reparados a familiares de 158 estudiantes, nodocentes y docentes de la facultad. Esta reparación se hizo en el marco del Programa de Reparación, digitalización y preservación de legajos de estudiantes, graduados y trabajadores de la Universidad Nacional de La Plata víctimas del terrorismo de Estado.